# 托马斯·阿斯布里奇
托马斯·阿斯布里奇（英語：Thomas Scott Asbridge，1969年—）是一位英国历史学家，伦敦玛丽王后大学教授，主要作品有《战争的试炼：十字军东征史》（The Crusades: The Authoritative History of the War for the Holy Land）、《最伟大的骑士：威廉·马歇尔传》（The Greatest Knight: The Remarkable Life of William Marshall）等。